# Cimitero di Cadoneghe
Il cimitero di Cadoneghe è l'unico cimitero del comune di Cadoneghe.

## Locazione e struttura
Il cimitero si trova a metà strada tra le località di Cadoneghe e Mejaniga, di fianco allo stabile delle pompe funebri.

## Storia
Anticamente i defunti erano seppelliti nelle chiese parrocchiali di Mejaniga e Cadoneghe. In tutta Italia la situazione cambiò con l'arrivo di Napoleone. Il cimitero fu costruito alla fine degli anni '20 dell'ottocento, per essere inaugurato nel novembre 1830 con tanto di benedizione dei parroci. Tuttavia il malumore della popolazione per un cimitero lontano dalla parrocchia e raggiungibile soltanto tramite una strada impervia ritardò l'inizio del suo utilizzo. L'apertura effettiva avvenne solo nel 1835.
Negli anni sono stati fatti diversi ampliamenti, seguendo l'importante aumento demografico del comune.

## Tombe
Tre sono i personaggi illustri sepolti in questo cimitero:
- Achille Pintonello - ingegnere
- Arrigo Pintonello - arcivescovo cattolico
- Roberto Maretto - aviatore

Nel cimitero si trovano alcuni monumenti celebrativi:
- Monumento ai caduti nella lotta partigiana
- Ricordo dei religiosi della città, nella chiesetta cimiteriale